# Petar Herceg
Petar Herceg Tonić u SAD-u poznat kao Peter Tomich (Prolog, 3. lipnja 1893. - Pearl Harbor, 7. prosinca 1941.), bio je dočasnik mornarice SAD-a, koji je nagrađen najvišim vojnim odličjem SAD-a Medaljom časti, za svoje djelo u Drugom svjetskom ratu. Oko pravog prezimena Petra Hercega vodila se velika rasprava, ali je fra Vinko Dragičević dokazao da je osoba koju Amerikanci nazivaju Petar Tomić zapravo Petar Herceg, koji je sukladno običajima kraja u kojem je rođen nosio obiteljski nadimak Tonić koji je najvjerojatnije doveo do zabune.

## Životopis
Petar Herceg je bio Hrvat rođen 1893. godine od oca Ante Hercega, obiteljskog nadimka Tonić, i majke Ive Herceg (rođene Tolj) u selu Prologu kraj Ljubuškog, Austro-Ugarska, kasnije Bosna i Hercegovina. Tijekom Prvog svjetskog rata služio je Američkoj vojsci. Nakon dolaska u Američku mornaricu, u siječnju 1919. godine, služio je na razaraču Litchfield (klase DD-336).
Dolaskom 1941. godine postao je nadnarednik na brodu Utah (klease AG-16). Dana 7. prosinca 1941. godine, dok je brod bio u Pearl Harboru, odmaknut od Ford Islanda, brod je bio gađan torpedoima tijekom japanskog napada na Pearl Harbor. Herceg je bio na dužnosti u kotlovnici. Kako se Utah počela naginjati, on je ostao na dnu osiguravajući kotlove i pazeći da se svi drugi spase iz broda, i tako je izgubio život. Za njegovo "istaknuto vodstvo i iznimnu hrabrost" u to vrijeme, posmrtno je odlikovan Medaljom časti. Njegova Medalja časti bila je istaknuta na akademiji dočasnika američke mornarice (Tomich Hall) dok nije dodijeljena njegovoj obitelji 18. svibnja 2006. godine, na USS Enterpriseu na Jadranskom moru, uz hrvatsku obalu.

## Spašavanje s USS Utaha
Posada USS Utaha počela se panično uspinjati prema palubi. Za njima je išao i Herceg koji je oglasio uzbunu, ali je uvidio da je u prvoj salvi torpeda oštećena kotlovnica. Znao je da bi nova eksplozija uništila brod, s čijim bi ostatcima potonulo i stotinjak mornara. Vratio se u usijanu kotlovnicu, neumorno gasio strojeve, i naposljetku uspio u naumu. Spriječio je eksploziju koja bi odnijela živote mornara. Ali brod je i dalje tonuo. Kad se pokušao spasiti, bilo je prekasno. Voda je prebrzo nadirala i utopila ga.

## Citat Medalje časti
| Medalja časti Petra Hercega sprijeda |  | Medalja časti Petra Hercega sprijeda |
| Medalja časti Petra Hercega sprijeda |  | Medalja časti Petra Hercega odzada   |

Tomich, Peter, nadnarednik, rođen 3. lipnja 1893. u Prologu, Austro-Ugarska, nagrađen je Kongresnom medaljom časti zbog iznimne odgovornosti i hrabrosti prilikom obavljanja dužnosti, zanemarivši vlastitu sigurnost, tijekom japanskog napada na flotu u Pearl Harboru 7. prosinca 1941. Shvativši da će brod U.S.S. Utah zbog jakih napada potonuti, Tomich je ostao na svom položaju u strojarnici sve dok se nije uvjerio da su kotlovi osigurani, te da je sve osoblje napustilo strojarnicu. Žrtvujući vlastit, spasio je živote svojih suboraca i brod.

## Spomen
- Prateći razarač USS Tomich (DE-242), 1943. – 1974., je imenovan po njemu, njemu u čast, nadnaredniku Petru Hercegu Toniću.[2]
- Proglašen je i počasnim građaninom američke države Utah.[5]
- Godine 1989. po njemu nazvana jedna zgrada dočasničke akademije američke mornarice (Tomich Hall).

## Zanimljivost
Od 3500 primatelja Medalje časti 22 su Hrvati, a neki od njih su:
- Petar Herceg Tonić, (engl.) Peter Tomich
- Lujo Čukela (dvostruki dobitnik Medalje časti)
- James I. Meštrović (Mestrovich) (podrijetlom iz Boke kotorske)
- Michael Pain (roditelji iz Gline)
- Michael Josip Novosel (američki veteran Prvog svjetskog rata, Drugog svjetskog rata i Vijetnamskog rata
- John J. Tominac (Pukovnik Američke vojske, sudionik Drugog svjetskog rata, Korejskog i Vijetnamskog rata)